# 고콜레스테롤혈증
고콜레스테롤혈증(hypercholesterolemia or high cholesterol)은 혈중 콜레스테롤 수치가 높은 상태이다. 이는 고지혈증 (혈액 내 높은 수준의 지질 ), 고지질단백혈증(혈액 내 높은 수준의 지단백질 ) 및 이상지질혈증 (혈액 내 지질 및 지단백질 수준의 이상)의 한 형태이다.
혈액 내 비-HDL 콜레스테롤 및 LDL 수치의 상승은 식이, 비만, 유전적(유전적) 질병(예: 가족성 고콜레스테롤혈증 의 LDL 수용체 돌연변이) 또는 제 2형 당뇨병 및 기타 질병의 존재의 결과 일 수 있다.
콜레스테롤은 모든 동물 세포가 막을 구성하는 데 사용하는 지질의 세 가지 주요 부류 중 하나이므로 모든 동물 세포에서 생성된다. 식물 세포는 식물성 스테롤(콜레스테롤과 유사)을 생산하지만 소량이다. 또한 스테로이드 호르몬 과 담즙산의 전구체이기도 하다. 콜레스테롤은 물에 녹지 않기 때문에 단백질 입자( 지단백질 ) 내에서 혈장으로 운반된다. 지단백질은 밀도에 따라 초저밀도 지단백질 (VLDL), 중간 밀도 지단백질 (IDL), 저밀도 지단백질 (LDL) 및 고밀도 지단백질 (HDL)로 분류된다. 모든 지단백질은 콜레스테롤을 운반하지만 HDL 이외의 지단백질(비-HDL 콜레스테롤이라고 함), 특히 LDL-콜레스테롤의 수치가 높아지면 죽상동맥경화증 및 관상동맥 심장병의 위험이 증가한다. 대조적으로, 높은 수준의 HDL 콜레스테롤은 보호적이다.
성인 식단에서 트랜스 지방 을 피하고 포화 지방을 다가불포화 지방으로 대체하는 것은 성인의 총 혈중 콜레스테롤과 LDL을 줄이기 위한 권장되는 식이 조치이다. 콜레스테롤이 매우 높은 사람(예: 가족성 고콜레스테롤혈증)의 경우 식이요법만으로는 원하는 LDL 수치를 낮추기에 충분하지 않은 경우가 많으며 일반적으로 지질 저하제 가 필요하다. 필요한 경우 LDL 성분채집술 또는 수술(특히 심각한 가족성 고콜레스테롤혈증의 경우)과 같은 다른 치료가 수행된다. 미국 성인 약 3,400만 명이 혈중 콜레스테롤 수치가 높다.

## 징후 및 증상
고콜레스테롤혈증 자체는 무증상 이지만 장기간의 혈청 콜레스테롤 상승은 죽상동맥경화증 (동맥 경화)을 유발할 수 있다. 수십 년 동안 상승된 혈청 콜레스테롤은 동맥에 죽종성 플라크를 형성하는 데 기여한다. 이것은 관련된 동맥의 점진적인 협착 으로 이어질 수 있다. 또는 더 작은 플라크가 파열되어 혈전이 형성되어 혈류를 방해할 수 있다. 관상동맥이 갑자기 막히면 심장마비 가 발생할 수 있다. 뇌에 혈액을 공급하는 동맥이 막히면 뇌졸중 이 발생할 수 있다. 협착 또는 폐색의 진행이 점진적인 경우 조직 및 장기로의 혈액 공급은 장기 기능이 손상될 때까지 천천히 감소한다. 이 시점에서 조직 허혈 (혈액 공급 제한)이 특정 증상 으로 나타날 수 있다. 예를 들어, 뇌의 일시적인 허혈(일반적으로 일과성 허혈 발작 이라고 함)은 일시적인 시력 상실, 현기증 및 균형 장애, 말하기 어려움, 쇠약 또는 무감각 또는 따끔거림으로 일반적으로 신체의 한쪽에서 나타날 수 있다. 심장으로의 불충분한 혈액 공급은 흉통을 유발할 수 있으며, 눈의 허혈은 한쪽 눈의 일시적인 시력 상실 로 나타날 수 있다. 다리에 혈액 공급이 부족 하면 걸을 때 종아리 통증이 나타날 수 있고, 장에서는 식사 후 복통 으로 나타날 수 있다.
일부 유형의 고콜레스테롤혈증은 특정 신체 소견을 유발한다. 예를 들어, 가족성 고콜레스테롤혈증(유형 IIa 고지단백혈증)은 안검황색증(눈꺼풀 주변 피부 아래의 노란색 반점), 고환 (주변 각막의 흰색 또는 회색 변색), 및 황색종 (침착)과 관련될 수 있다. 황색을 띤 콜레스테롤이 풍부한 물질), 특히 손가락의 힘줄 . 유형 III 고지혈증은 손바닥, 무릎 및 팔꿈치의 황색종과 관련될 수 있다.

## 원인
고콜레스테롤혈증은 일반적으로 환경적 요인과 유전적 요인이 복합적으로 작용한다. 환경적 요인에는 체중, 식단, 스트레스 등이 있다. 외로움 도 위험 요소이다.
식이는 혈중 콜레스테롤에 영향을 주지만 이 효과의 크기는 개인에 따라 다르다.
제 2형 당뇨병, 비만, 알코올 남용, 단클론성 감마병증, 투석 요법, 신증후군, 갑상선 기능 저하증, 쿠싱 증후군 및 신경성 식욕 부진증 을 비롯한 여러 다른 상태도 콜레스테롤 수치를 증가시킬 수 있다. 여러 약물 및 약물 종류가 지질 대사를 방해할 수 있다. 티아지드 이뇨제, 시클로 스포린, 글루코코르티코이드, 베타 차단제, 레티노산, 항정신병제 ), 특정 항경련제 및 HIV 및 인터페론 용 약물 .
유전적 기여는 일반적으로 여러 유전자("다유전자")의 부가적 효과로 인한 것이지만, 때때로 가족성 고콜레스테롤혈증 의 경우와 같이 단일 유전자 결함으로 인한 것일 수도 있다. 가족성 고콜레스테롤혈증에서 돌연변이는 APOB 유전자( 상염색체 우성 ), 상염색체 열성 LDLRAP1 유전자, PCSK9 유전자의 상염색체 우성 가족성 고콜레스테롤혈증 ( HCHOLA3 ) 변이체 또는 LDL 수용체 유전자 에 존재할 수 있다. 가족성 고콜레스테롤혈증은 약 250명 중 1명에게 영향을 미친다.
| 콜레스테롤 유형 | 밀리몰/리터 | mg/dL   | 해석                       |
| --------------- | ----------- | ------- | -------------------------- |
| 총 콜레스테롤   | <5.2        | <200    | 바람직한                   |
| 총 콜레스테롤   | 5.2–6.2     | 200–239 | 경계선                     |
| 총 콜레스테롤   | >6.2        | >240    | 높음                       |
| LDL 콜레스테롤  | <2.6        | <100    | 가장 바람직한              |
| LDL 콜레스테롤  | 2.6–3.3     | 100–129 | 좋은                       |
| LDL 콜레스테롤  | 3.4–4.1     | 130–159 | 경계선 높음                |
| LDL 콜레스테롤  | 4.1–4.9     | 160–189 | 높고 바람직하지            |
| LDL 콜레스테롤  | >4.9        | >190    | 매우 높음                  |
| HDL 콜레스테롤  | <1.0        | <40     | 탐탁지 않은; 위험 증가     |
| HDL 콜레스테롤  | 1.0–1.5     | 41–59   | 좋아, 하지만 최적은 아니다 |
| HDL 콜레스테롤  | >1.55       | >60     | 좋은; 위험 감소            |

콜레스테롤은 미국 및 기타 국가에서 혈액의 데시리터당 밀리그램(mg/dL)으로 측정된다. 영국, 대부분의 유럽 국가 및 캐나다에서는 혈액 리터당 밀리몰(mmol/L)이 측정값이다.
총 콜레스테롤 수치가 높으면 심혈관 질환, 특히 관상 동맥 심장 질환의 위험이 높아진다. LDL 또는 비-HDL 콜레스테롤 수치는 모두 미래의 관상 동맥 심장 질환을 예측한다. 어느 것이 더 나은 예측 변수인지는 논쟁의 여지가 있다. 높은 수준의 작은 밀도 LDL은 특히 불리할 수 있지만 위험 예측을 위해 작은 밀도 LDL의 측정이 옹호되지는 않다. 과거에는 비용 때문에 LDL 및 VLDL 수치를 직접 측정하는 경우가 거의 없었다. 공복 중성지방 수치는 VLDL 수치의 지표로 사용되었으며(일반적으로 공복 중성지방의 약 45%가 VLDL로 구성됨) LDL은 일반적으로 Friedewald 공식에 의해 추정되었다.
LDL {\displaystyle \approx } 총 콜레스테롤 – HDL – (0.2 x 공복 중성지방).
그러나 이 방정식은 공복 상태가 아닌 혈액 샘플에 대해 유효하지 않거나 공복 트리글리세리드가 상승된 경우(>4.5 mmol/L 또는 >~400 mg/dL). 따라서 최근 지침에서는 가능한 한 LDL 측정을 위한 직접적인 방법의 사용을 옹호했다. 고콜레스테롤혈증을 평가할 때 모든 지단백 하위분획( VLDL, IDL, LDL 및 HDL )을 측정하는 것이 유용할 수 있으며 아포지단백 및 지단백(a)의 측정도 가치가 있을 수 있다. 가족성 고콜레스테롤혈증의 형태가 의심되는 경우 이제 유전자 검사가 권장된다.

## 치료
치료 권장 사항은 심장 질환에 대한 4가지 위험 수준을 기반으로 한다. 각 위험 수준에 대해 치료 및 기타 조치에 대한 목표 및 임계값을 나타내는 LDL 콜레스테롤 수준이 만들어진다. 위험 범주가 높을수록 콜레스테롤 역치는 낮다.
| 위험 범주 | 위험 카테고리 기준 | 위험 카테고리 기준 | 위험 카테고리 기준        | 생활 방식 수정 고려 | 생활 방식 수정 고려 | 약물을 고려 | 약물을 고려 |
| 위험 범주 | 위험 요소 수†      |                    | 10년 위험 </br> 심근 허혈 | 밀리몰/리터         | mg/dL               | 밀리몰/리터 | mg/dL       |
| --- | ------------------ | ------------------ | ------------------------- | ------------------- | ------------------- | ----------- | ----------- |
| 높은 | 이전 심장 질환     | 또는               | >20%                      | >2.6                | >100                | >2.6        | >100        |
| 적당히 높음 | 2개 이상           | 그리고             | 10–20%                    | >3.4                | >130                | >3.4        | >130        |
| 보통의 | 2개 이상           | 그리고             | <10%                      | >3.4                | >130                | >4.1        | >160        |
| 낮은 | 0 또는 1           | 0 또는 1           | 0 또는 1                  | >4.1                | >160                | >4.9        | >190        |
| †위험 요소에는 흡연, 고혈압(BP ≥140/90 mm Hg 또는 항고혈압제), </br> 낮은 HDL 콜레스테롤(<40 mg/dL), 조기 심장병의 가족력 및 연령(남성 ≥45세, 여성 ≥55세). |                    |                    |                           |                     |                     |             |             |

고위험군에 대해 생활 방식 수정과 스타틴의 조합은 사망률을 감소시키는 것으로 나타났다.

### 생활 양식
콜레스테롤 수치가 높은 사람들에게 권장되는 생활 방식 변경에는 금연, 알코올 섭취 제한, 신체 활동 증가 및 건강한 체중 유지가 포함된다.
과체중 또는 비만인 사람은 체중 감량을 통해 혈중 콜레스테롤을 낮출 수 있다. 평균 1kg의 체중 감량은 LDL 콜레스테롤을 0.8 감소시킬 수 있다. mg/dl.

### 다이어트
채소, 과일, 식이섬유의 비율이 높고 지방이 적은 식단을 섭취하면 총 콜레스테롤이 약간 감소한다.
식이 콜레스테롤을 섭취하면 혈청 콜레스테롤이 약간 증가하는데 Keys 및 Hegsted 방정식을 사용하여 그 크기를 예측할 수 있다. 콜레스테롤에 대한 식이 제한은 미국에서 제안되었지만 캐나다, 영국 및 호주에서는 제안되지 않았다. 그러나 2015년 미국의 식이 가이드라인 자문 위원회는 콜레스테롤 섭취를 제한하라는 권고를 삭제했다.

### 약물
스타틴은 건강한 생활 방식 중재 외에 일반적으로 사용되는 약물이다. 스타틴은 대다수의 사람들에서 총 콜레스테롤을 약 50% 감소시킬 수 있으며 질환이 있는 사람과 없는 사람 모두에서 심혈관 질환의 위험을 줄이는 데 효과적이다. 심혈관 질환이 없는 사람들에게 스타틴은 모든 원인으로 인한 사망률, 치명적 및 비치명적 관상 심장 질환, 뇌졸중을 감소시키는 것으로 나타났다. 고강도 스타틴 요법을 사용하면 더 큰 이점이 관찰된다. 스타틴은 심혈관 질환이 없는 사람에게 사용할 때 삶의 질을 향상시킬 수 있다(즉, 1차 예방을 위해). 스타틴은 고콜레스테롤혈증이 있는 어린이의 콜레스테롤을 감소시키지만, 2010년 현재까지 개선된 결과를 보여주는 연구는 없으며 식이 요법이 어린 시절 치료의 주류이다.